# Distrito de Korneuburg

## Localidades con población (año 2018)
- Bisamberg 4729
- Enzersfeld im Weinviertel 1713
- Ernstbrunn 3213
- Gerasdorf bei Wien 11 155
- Großmugl 1595
- Großrußbach 2194
- Hagenbrunn 2227
- Harmannsdorf 3951
- Hausleiten 3784
- Korneuburg 12 986
- Langenzersdorf 8137
- Leitzersdorf 1204
- Leobendorf 4847
- Niederhollabrunn 1534
- Rußbach 1424
- Sierndorf 3933
- Spillern 2222
- Stetteldorf am Wagram 1041
- Stetten 1357
- Stockerau 16 916

Korneuburg es un distrito administrativo situado en Baja Austria al norte de Viena, Austria.

## Comunidades
- Bisamberg

- Ernstbrunn

- Großmugl

- Großrußbach

- Hagenbrunn

- Harmannsdorf

- Hausleiten

- Klein-Engersdorf

- Korneuburg

- Langenzersdorf

- Leitzersdorf

- Leobendorf

- Niederhollabrunn

- Rußbach

- Sierndorf

- Spillern
- Stetteldorf am Wagram

- Stetten

- Stockerau

## Exnlaces externos
- korneuburg.gv.at
- KO2100 Korneuburg Community
- https://web.archive.org/web/20080422224237/http://www.korneuburg.cc/ Korneuburg.cc

- Datos: Q694372
- Multimedia: Bezirk Korneuburg / Q694372